# Principauté d'Anhalt-Köthen-Pless

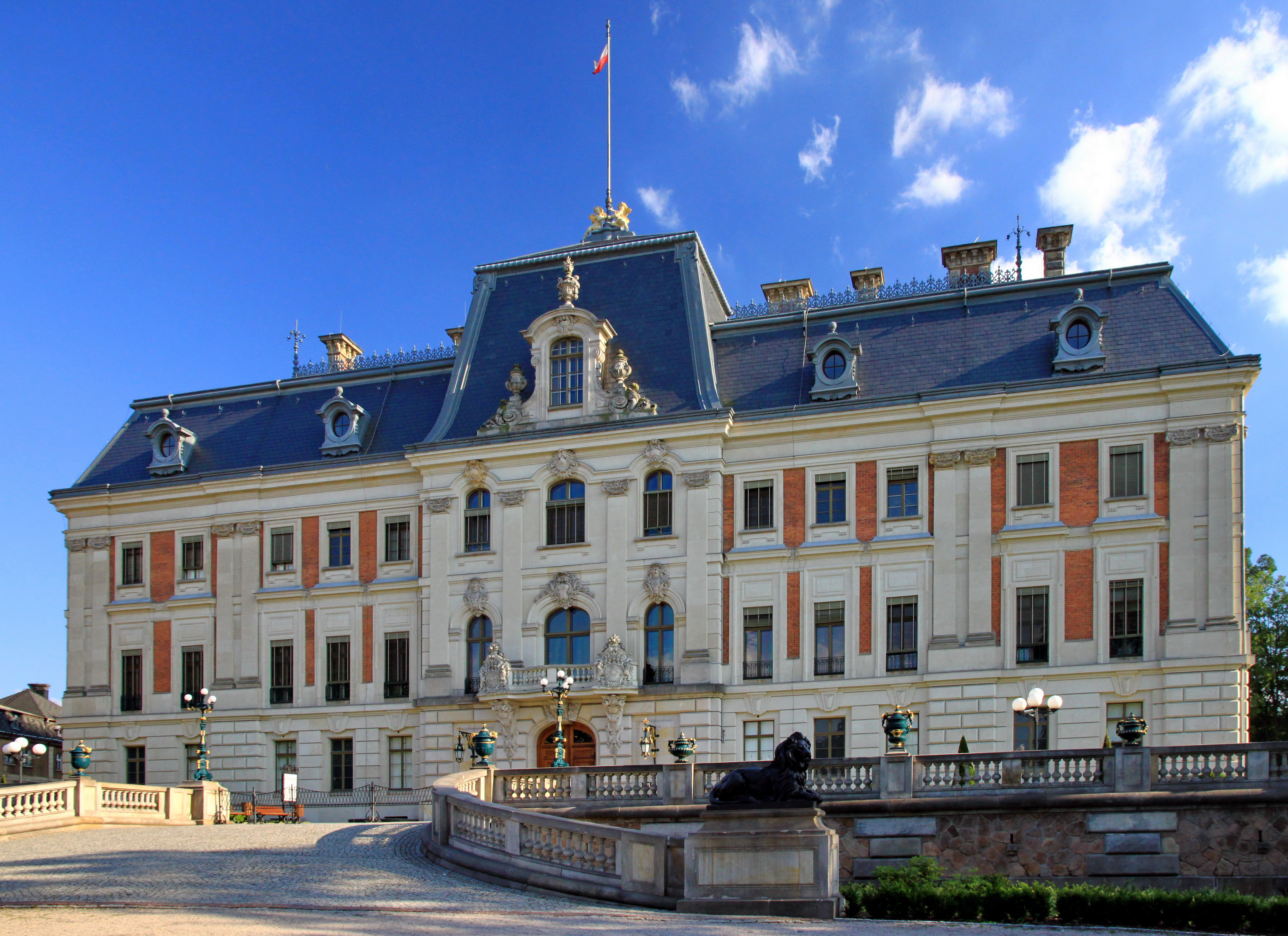
Le château de Pless.

La principauté d'Anhalt-Köthen-Pless existait en tant qu'une seigneurie autonome couvrant le territoire de la principauté de Pless au sein du royaume de Prusse. Les souverains appartenaient à une branche cadette de la maison d'Anhalt régnant 1765 à 1847 ; leur résidence  se situe au château de Pless (Pszczyna) en Haute-Silésie.

## Histoire
Au Moyen-Âge, la région de Pless faisait partie du duché de Ratibor qui devient un fief des rois de Bohême en 1327. Après l'extinction de lignée des Piast, le fief passa à la branche collaterale des Přemyslides à Troppau (Opava). La principauté de Pless est créée vers 1412, lorsque le duc Jean II transmit la région à son épouse Hélène ; après sa mort en 1449, elle échoit à son fils le duc Nicolas V de Krnov. En 1452, la seigneurie autonome passa aux fils du roi Georges de Poděbrady. En 1480, le frère cadet Victor de Poděbrady la vend à son beau-fils le duc Casimir II de Cieszyn. Plus tard, Pless fut la propriété de la famille Thurzó et de Balthasar de Promnitz, prince-évêque de Breslau (Wrocław). 
La seigneurie de Pless reste subordonné à la couronne de Bohême (aus sein de la monarchie de Habsbourg à partir de 1526) jusqu'à la conquête de la Silésie par le roi Frédéric II de Prusse en 1742. La principauté de Pless est créée en 1765, lorsque Frédéric-Erdmann, fils cadet du prince Auguste-Louis d'Anhalt-Köthen, hérite de son oncle maternel, le comte Jean-Erdmann de Promnitz, la seigneurie et adopta le titre de prince d'Anhalt-Köthen-Pless. 
Frédéric-Erdmann s'est efforcé de reconstruire le pays dévasté durant la guerre de Sept Ans. Il a comme successeur dès 1797 son fils ainé Frédéric-Ferdinand d'Anhalt-Köthen qui hérite d'Anhalt-Köthen en 1818 et cède Anhalt-Pless à son frère Henri. Le roi Frédéric-Guillaume III avait confirmé le statut de principauté prusse en 1817. À la mort de Frédéric-Ferdinand en 1830, Henri devient lui aussi duc d'Anhalt-Köthen et laisse l'Anhalt-Pless à son frère cadet Louis. Celui-ci meurt sans descendance en 1841, et Henri d'Anhalt-Köthen récupère l'Anhalt-Pless.
À sa mort en 1847 la principauté de Pless qui suit une dévolution en ligne féminine échappe à la maison d'Anhalt et passe à Jean-Henri X d'Hochberg fils de sa sœur Anne Émilie d'Anhalt-Köthen-Pleß.

## Article lié
- Château de Książ